# الکس مک‌لیش
الکس مک‌لیش (انگلیسی: Alex McLeish؛ زادهٔ ۲۱ ژانویهٔ ۱۹۵۹) یک بازیکن سابق و مربی فوتبال اهل اسکاتلند است.